# Назаров, Иван Михайлович (Герой Советского Союза)
Иван Михайлович Назаров (1922—1974) — советский офицер-пехотинец в Великой Отечественной войне, Герой Советского Союза (24.03.1945). Лейтенант. 

## Биография
Иван Назаров родился 16 сентября 1922 года в селе Бискужа (ныне — Кувандыкский городской округ Оренбургской области). После окончания семи классов школы и курсов трактористов работал на родине. 
В феврале 1942 года Назаров был призван на службу в Рабоче-крестьянскую Красную Армию. С апреля того же года — на фронтах Великой Отечественной войны. В боях был ранен. В мае 1944 года окончил курсы младших лейтенантов.
Командир пулемётного взвода 953-го стрелкового полка 257-й стрелковой дивизии 1-го гвардейского стрелкового корпуса 51-й армии 1-го Прибалтийского фронта младший лейтенант И. М. Назаров совершил выдающийся подвиг во время Белорусской наступательной операции. При отражении крупного немецкого контрудара 18 августа 1944 года взвод Назарова держал оборону на высоте 97,5 в районе деревни Тируляй Радзивишковского района Литовской ССР. В критический момент он заменил собой погибшего пулемётчика и вёл огонь по противнику, уничтожив около 40 его солдат и офицеров, а также подорвал гранатой танк, при этом был ранен, потерял сознание и был взят в плен. Товарищи сочли его погибшим, представление на звание Героя также написано как на погибшего.
Указом Президиума Верховного Совета СССР от 24 марта 1945 года за «мужество и героизм, проявленные при выполнении заданий командования на фронте борьбы с немецкими захватчиками» младший лейтенант Иван Назаров посмертно был удостоен высокого звания Героя Советского Союза.
В конце войны Назаров был освобождён из лагеря для военнопленных войсками союзников. Вернувшись в СССР, был уволен в запас в звании лейтенанта. Жил в городе Медногорске, работал на Медногорском электромеханическом заводе. С 1953 года жил в селе Московка Кувандыкского района, работал трактористом в колхозе «Красное Знамя». Лишь в 1962 году он был найден следопытами из школы № 27 Вильнюса, посетил место своего последнего боя и памятник на братской могиле бойцов своего полка, на котором была высечена и его фамилия. В том же году ему были вручены орден Ленина и медаль «Золотая Звезда» за номером 5400. О непростой судьбе Ивана Назарова в трёх своих книгах написал очерки известный советский писатель Василий Песков («Шаги по росе». – М., 1963.; «Война и люди». – М, 1979.; «Всё это было». – М., 1986). 
В 1965 году вступил в КПСС. С 1968 года жил в Оренбурге (по другим данным в Медногорске). Умер 16 июля 1974 года, похоронен в Оренбурге на кладбище по улице Монтажников.
Был также награждён рядом медалей.
Гранитная звезда с портретом И. М. Назарова установлена на Аллее героев в Медногорске Оренбургской области. Имя Героя высечено на стеле на «Аллее Героев» в Оренбурге и на памятной доске в честь медногорцев-героев у здания Медногорского индустриального колледжа.